# مزرعة سرهنغ دبيري (علي أباد ملك)
مزرعة سرهنغ دبیري (بالإنجليزية: Mazraeh-ye Sarhang Dabiri)‏ هي منطقة سكنية تقع في إيران في قسم علي أباد ملك الريفي.